# Тејуш (Бакау)
Тејуш (рум. Teiuș) насеље је у Румунији у округу Бакау у општини Парава. Oпштина се налази на надморској висини од 272 m.

## Становништво
Према подацима из 2002. године у насељу је живело 301 становника, од којих су сви румунске националности.